# أشرف أباد (دابوي الجنوبي)
أشرف أباد (بالفارسية: اشرف‌آباد) هي قرية تقع في إيران في قسم دابوي الجنوبی الريفي. يقدر عدد سكانها بـ 134 نسمة .